# Бранкиньо, Вероник
Вероник Бранкиньо (Veronique Branquinho; род.	6 июня 1973) — дизайнер, которая окончила знаменитую Королевскую Школу Искусства в Антверпене в 1995 году.
В 1997 году она впервые представила коллекцию под своим именем в Париже. Это привело к расширению бренда: сегодня она создает женскую и мужскую линии, а также обувь. Эта марка является альтернативой брендам класса люкс.
В 1998 году Вероник получила приз VH1 Fashion Awards в категории Лучший Молодой Дизайнер. Годом позже она выставлялась в Colette.
В сентябре 2000 года она получила свой первый приз Moet fashion Award и тогда же представила свою коллекцию в Нью-йоркском технологическом университете, которую особо отметили Принц и Принцесса Бельгии.
В 2001 году она представила свою коллекцию в Токио.
С 2003 года Вероник стала производить мужскую линию; первый бутик открылся в том же году.
В настоящее время помимо дизайна одежды и аксессуаров, она занимается преподавательской деятельностью в Австрии. Особый вклад Вероник внесла и в кинематограф, создавая костюмы для многих европейских фильмов.